# Comitatul Lääne-Viru
Lääne-Viru este un comitat din Estonia. Reședința sa este orașul Rakvere.

## Galerie de imagini

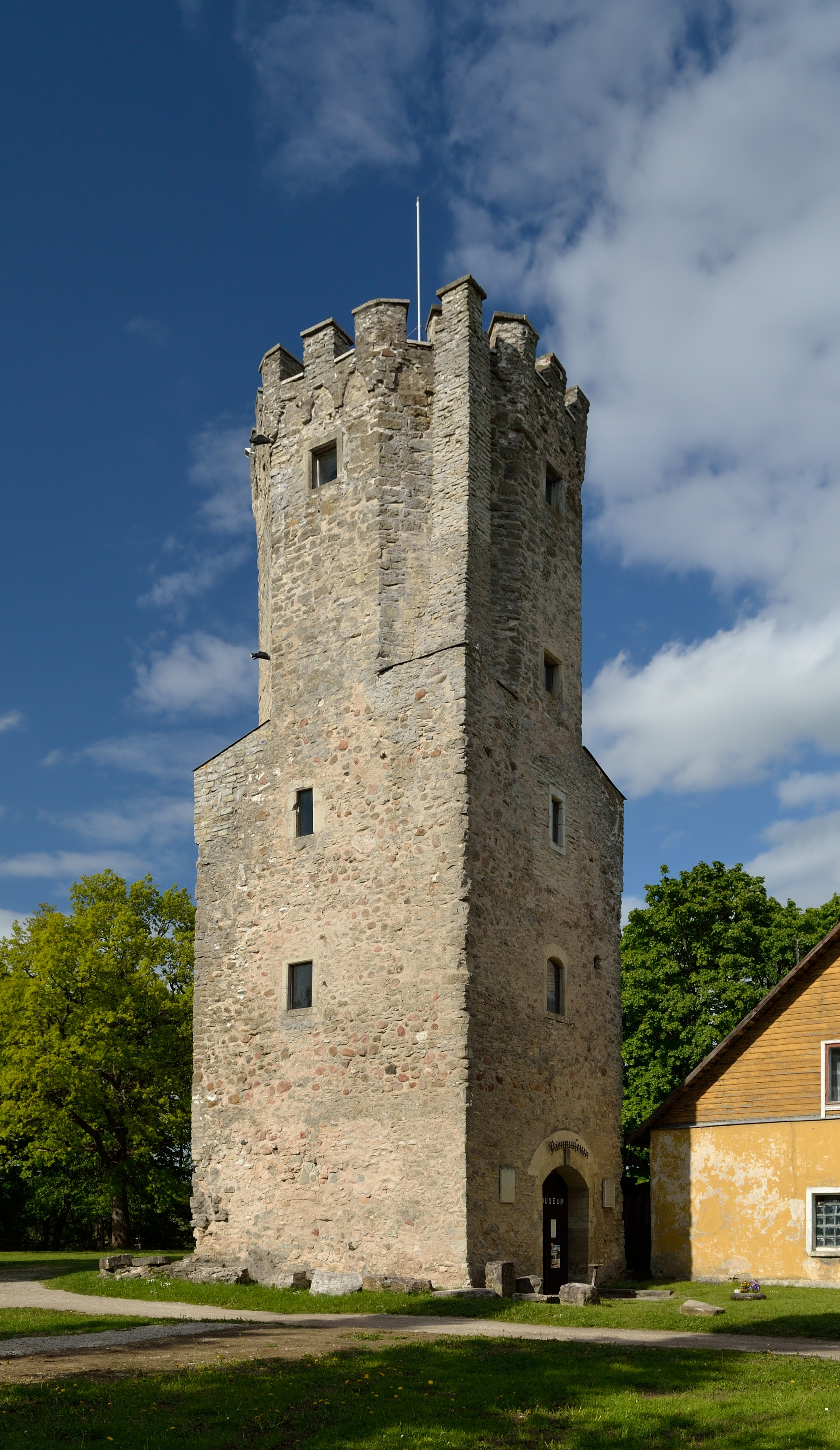
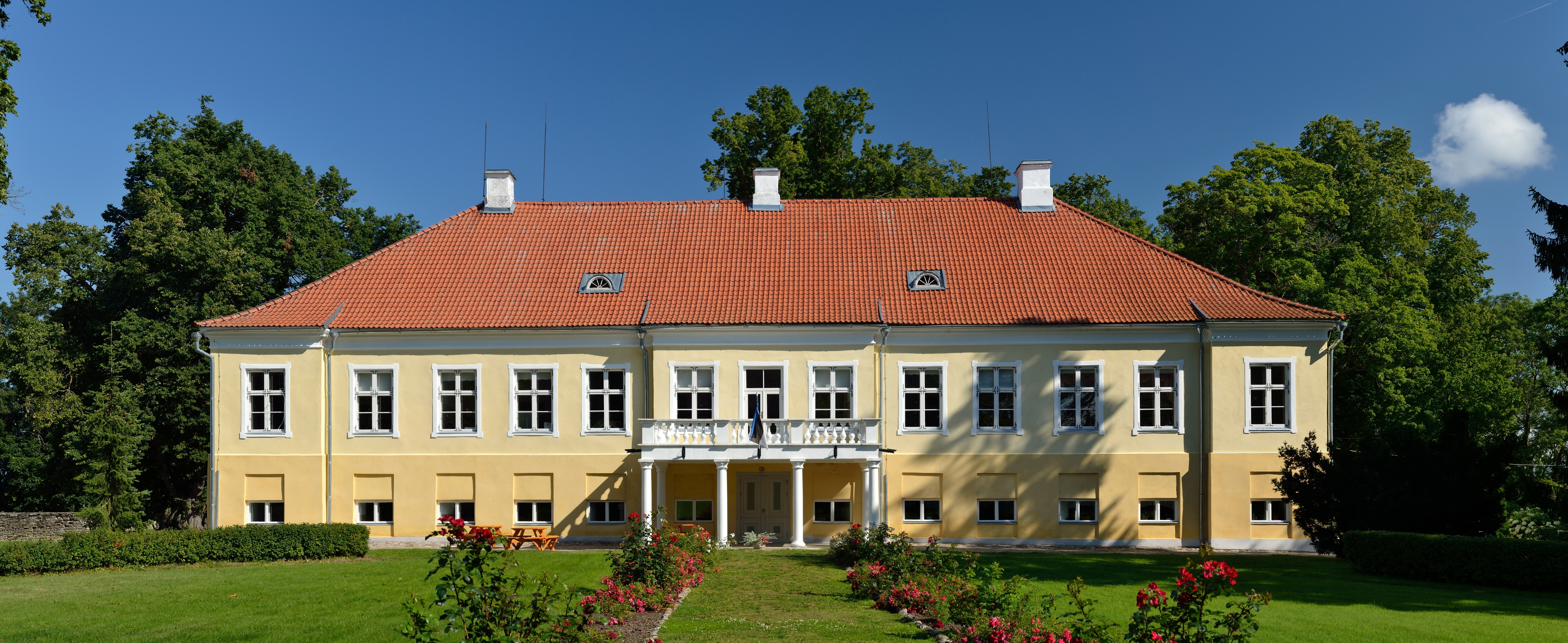
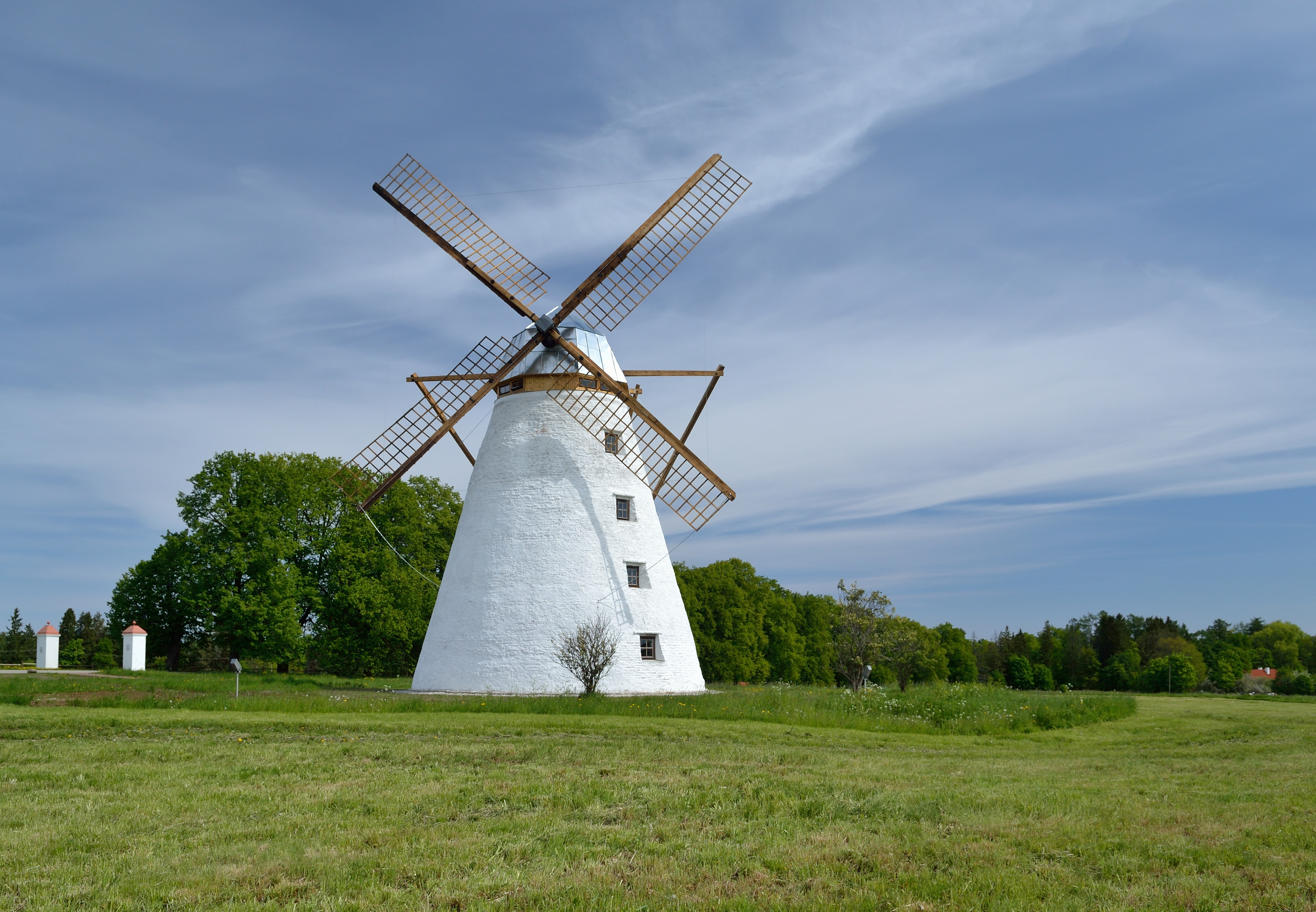
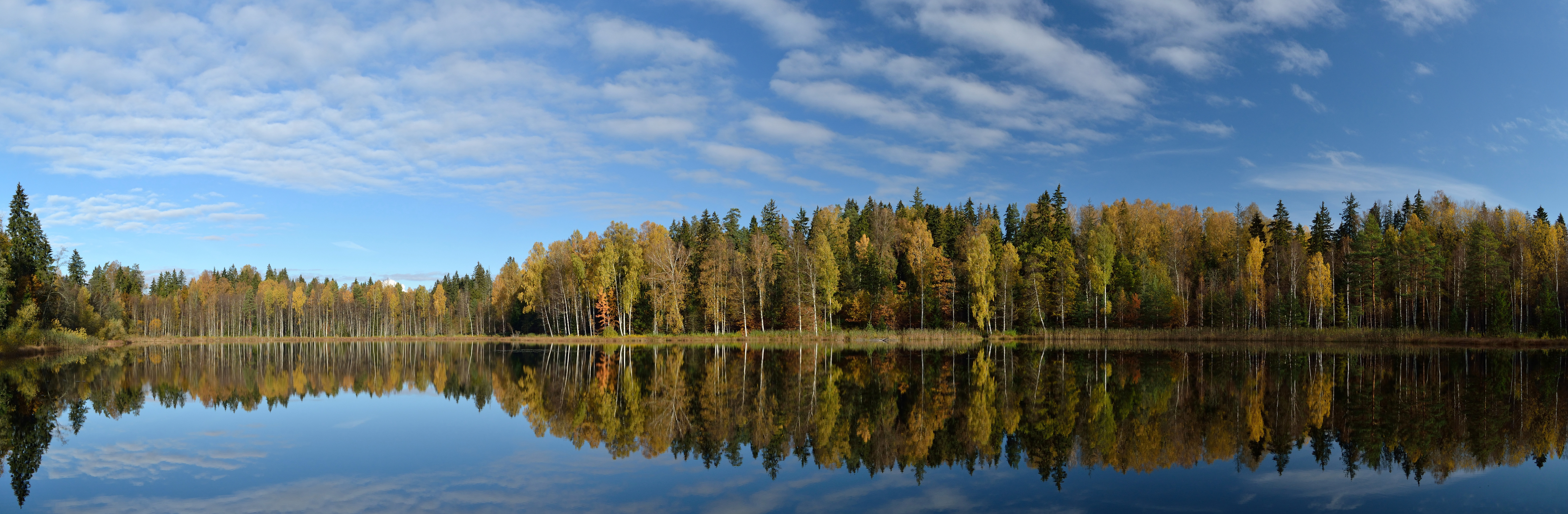

## Orașe
- Kunda
- Rakvere
- Tamsalu
- Tapa

## Comune
- Haljala
- Kadrina
- Laekvere
- Rakke
- Rägavere
- Rakvere
- Sõmeru
- Tamsalu
- Tapa
- Vihula
- Vinni
- Viru-Nigula
- Väike-Maarja